# Plurien
Plurien é uma comuna francesa na região administrativa da Bretanha, no departamento Côtes-d'Armor. Estende-se por uma área de 21,48 km². Em 2010 a comuna tinha 1 554 habitantes (densidade: 72,3 hab./km²).